# Mol (Belgio)
Mol è un comune belga di 38 534 abitanti nelle Fiandre (Provincia di Anversa).

## Impianto nucleare
Dopo la seconda guerra mondiale, nel 1952, a Mol fu costruito il primo impianto nucleare in Belgio. Inizialmente concepito come reattore sperimentale, fu poi ampliato e trasformato nel Centro di ricerca sull'energia nucleare (SCK). Nel 1990 lo SCK si divise. Ciò portò alla creazione di VITO, l'Istituto fiammingo per la ricerca tecnologica.

## Turismo
Mol è una rinomata località turistica, con numerosi laghi circondati da boschi. Ci sono due principali laghi turistici:
Lo Zilvermeer, inaugurato come parco provinciale nel 1959 e dotato di una spiaggia di sabbia bianca e di servizi come un parco giochi all'aperto e un museo sottomarino per subacquei.
Lo Zilverstrand: originariamente, aveva solo un lago all'aperto con una spiaggia di sabbia bianca. In seguito, è stato costruito un campeggio per roulotte e, a metà degli anni '90, è stata creata una piscina coperta.

## Citazioni letterarie
Il comune di Mol viene citato dallo scrittore, regista ed esploratore italiano Giorgio Moser, in uno dei suoi più noti reportage scritti, "Passaggio a sud-est", in occasione di una visita all'istituto di ricerca nucleare belga SCK/CEN situato presso Mol, che fu documentata all'epoca dall'equipe della Rai TV, che accompagnò il regista e la sua famiglia nel percorso esplorativo e turistico in Belgio (Milano, Mursia, 1972, pp.117-120).